# Tuomasjärvi
Tuomasjärvi är en sjö i Gällivare kommun i Lappland och ingår i Kalixälvens huvudavrinningsområde. Sjön har en area på 0,0971 kvadratkilometer och ligger 380,2 meter över havet.

## Delavrinningsområde
Tuomasjärvi ingår i det delavrinningsområde (748912-173714) som SMHI kallar för Utloppet av Tuomasjärvi. Medelhöjden är 413 meter över havet och ytan är 2,21 kvadratkilometer. Det finns inga avrinningsområden uppströms utan avrinningsområdet är högsta punkten. Vattendraget som avvattnar avrinningsområdet har biflödesordning 5, vilket innebär att vattnet flödar genom totalt 5 vattendrag innan det når havet efter 226 kilometer. Avrinningsområdet består mestadels av skog (91 procent). Avrinningsområdet har 0,19 kvadratkilometer vattenytor vilket ger det en sjöprocent på 8,6 procent.